# Roman d’Énéas
Der Roman d’Énéas (Äneasroman) ist ein ohne Verfassernamen überliefertes altfranzösisches Versepos aus dem 12. Jahrhundert.
Das wohl kurz nach 1160 entstandene Werk zählt zur Gattung der Antikenromane, die in Frankreich von ca. 1160 bis ca. 1180 florierte und eine Mittelstellung zwischen der älteren Gattung Chanson de geste (Heldentatenlied) und der wenig jüngeren Gattung höfischer Roman einnimmt. Es ist in paarweise reimenden Achtsilblern verfasst und gut 10.000 Verse lang. Seine Vorlage ist überwiegend Vergils Rom-Gründungsepos Aeneis (um 20 v. Chr.), doch benutzt es auch zusätzliche Quellen, z. B. Werke Ovids.
Zielgruppe des unbekannten Autors ist das adelige Publikum der zeitgenössischen Fürstenhöfe. Dementsprechend gefällt er sich in der ausführlichen Darstellung von Ritterkämpfen, aber auch, und das ist neu, des Themas Liebe, dem er einen deutlich höheren Stellenwert einräumt als sein Vorbild, der ebenfalls unbekannte Verfasser des wohl ersten erfolgreichen und Schule machenden Antikenromans, des Roman de Thèbes.
Sicherlich war es nicht zuletzt die einfühlsame Gestaltung der weiblichen Figuren Dido und Lavinia, was um 1170 den Minnesänger Heinrich von Veldeke veranlasste, den Roman d’Énéas in mittelhochdeutsche Verse umzuschreiben (Eneasroman).